# Lungtok Dawa
Lungtok Dawa (18 dicembre 1998) è un calciatore bhutanese, centrocampista del Quartz e della nazionale bhutanese.

## Carriera

### Club
Nel 2015 ha firmato un contratto con il Druk Star.

### Nazionale
Ha debuttato in nazionale maggiore il 12 marzo 2015, all'età di 16 anni, in Sri Lanka-Bhutan.